# جون ماتسوموتو
ماتسوموتو جون (به ژاپنی: 松本 潤، Matsumoto Jun) نام یک هنرپیشه و خواننده محبوب در کشور ژاپن است. جون ماتسوموتو عضو گروه ۵ نفرهٔ آراشی است که زیر نظر 
دفتر جانیز فعالیت می‌کنند .ماتسوموتو جوایز متعددی را به عنوان بازیگر برنده شده است، در درام های متعددی ظاهر شده و به عنوان بازیگر مورد تحسین بسیاری قرار گرفته است.ماتسوجون نیز نامیده می‌شود. او فعالیت هنری خود را از سن دوازده سالگی آغاز کرده‌است.

## جوایز
| سال  | سازمان اهداکننده                             | جایزه                          | اثر                                                    | نتیجه    |
| ---- | -------------------------------------------- | ------------------------------ | ------------------------------------------------------ | -------- |
| ۲۰۰۲ | 33rd Television Drama Academy Awards         | بهترین بازیگر نقش مکمل مرد     | Gokusen (گوکوسن)                                       | برنده    |
| ۲۰۰۵ | جایزه بهترین درام تلویزیونی، دوره چهل و هفتم | بهترین بازیگر نقش مکمل مرد     | Hana Yori Dango و Gokusen (پسران برتر از گل ) (گوکوسن) | برنده    |
| ۲۰۰۷ | 10th Nikkan Sports Drama Grand Prix (Winter) | بهترین بازیگر نقش مکمل مرد     | Hana Yori Dango 2 (پسران برتر از گل ۲)                 | برنده    |
| ۲۰۰۷ | 53rd Television Drama Academy Awards         | بهترین بازیگر مرد              | Bambino! (بامبینو)                                     | برنده    |
| ۲۰۰۷ | 11th Nikkan Sports Drama Grand Prix (Spring) | بهترین بازیگر مرد              | Bambino! (بامبینو)                                     | نامزدشده |
| ۲۰۰۸ | GQ Japan Men of the Year 2008 Awards         | مرد سال ژاپن ۲۰۰۸ به انتخاب GQ | Hana Yori Dango (پسران برتر از گل )                    | برنده    |
| ۲۰۰۹ | 13th Nikkan Sports Drama Grand Prix (Spring) | بهترین بازیگر مرد              | Smile (لبخند)                                          | برنده    |
| ۲۰۰۹ | 61st Television Drama Academy Awards         | بهترین بازیگر مرد              | Smile (لبخند)                                          | نامزدشده |